# Sigifredus von Canossa

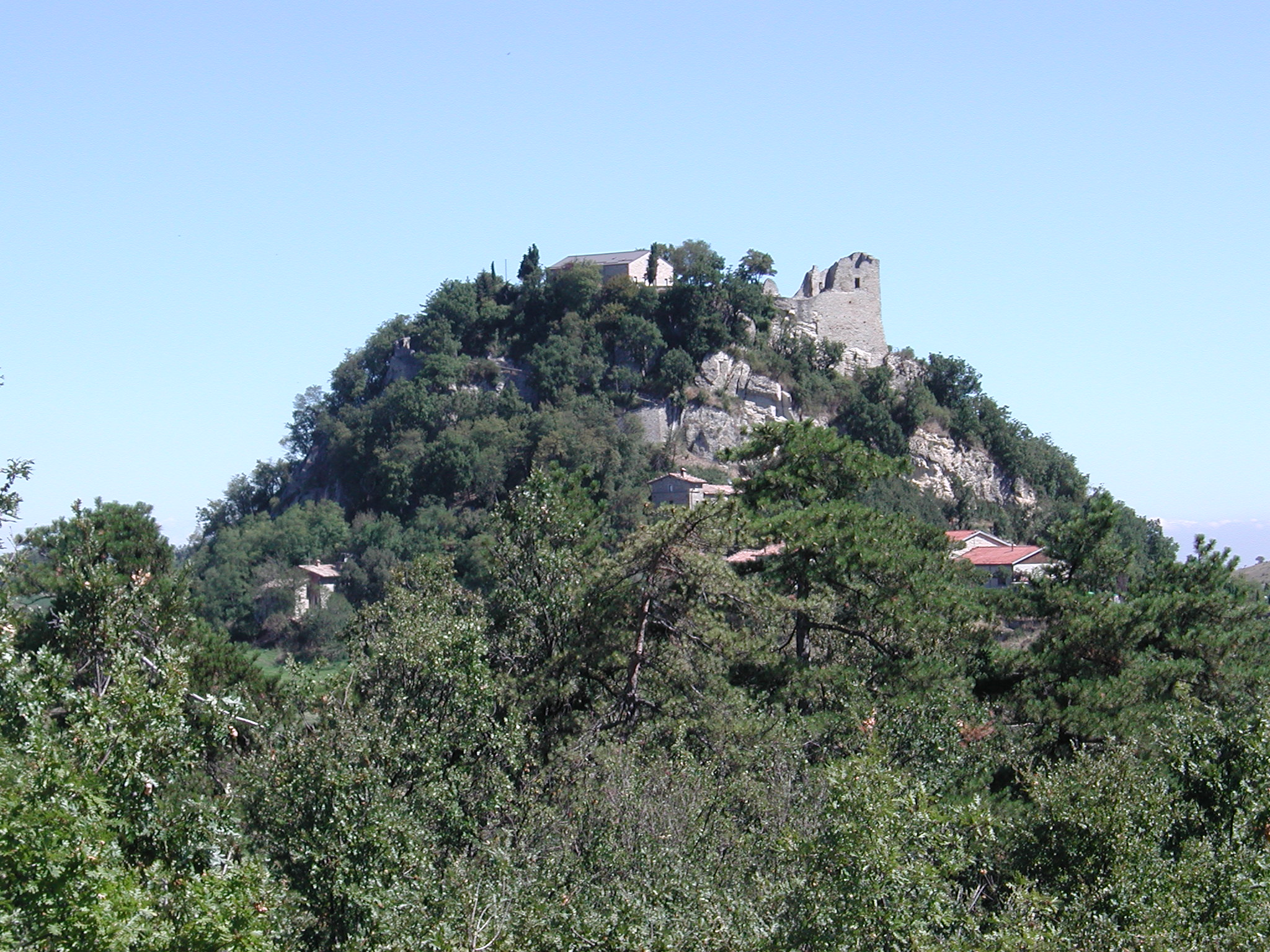
Die Ruine der Burg Canossa

Sigifredus von Canossa (um 940), auch Sigifredus I. von Canossa, gilt als Stammvater der Grafen von Canossa. Er wird erstmals in der zwischen 1111 und 1115 verfassten Verherrlichung des canusinischen Adelsgeschlechtes mit dem Titel De principibus Canusinis, dem ersten Kapitel der Vita Mathildis des Mönchs Donizo von Canossa, erwähnt. Danach stammte Sigifredus aus der Grafschaft Lucca in der Toskana und wanderte von dort in die Lombardei aus.

## Ehe und Kinder
Der Name und die Herkunft der Ehefrau von Sigifredus sind nicht bekannt.
Sigifredus I. von Canossa hatte nach Charles Cawley
zumindest folgende Kinder:
- Sigifredus II. († nach 972), ⚭ Baratina
- Tochter, Name unbekannt, ⚭ Walingo von Candia
- Adalbert Atto von Canossa († zwischen 981 und 991), der eigentliche Stammvater des Hauses, ⚭ Hildegarde († 982)
- Gerardus († nach 998), ⚭ Gibertina aus Parma